# Gafarró canós
El gafarró canós (Crithagra canicapilla) és un ocell de la família dels fringíl·lids (Fringillidae).

## Hàbitat i distribució
Habita els boscos del sud-oest de Mali, Burkina Faso, Guinea, Sierra Leone, Costa d'Ivori, Ghana, Togo, Benín, sud de Níger, Nigèria, Camerun, República Centreafricana, sud del Sudan, nord d'Uganda, nord-est de la República Democràtica del Congo i nord-oest de Kenya.